# لکسهم
لکسهم (به انگلیسی: Lexham) یک روستا و محله مدنی در بریتانیا است که در Breckland District واقع شده‌است. لکسهم ۹٫۷۳ کیلومتر مربع مساحت و ۱۵۷ نفر جمعیت دارد.